# Зоряний шлях: Фільм
«Зо́ряний шлях: Кінофі́льм» (англ. Star Trek: The Motion Picture) — перший повнометражний науково-фантастичний фільм, дія якого відбувається у всесвіті «Зоряного шляху».
За сюжетом, до Сонячної системи прямує величезний нерозпізнаний об'єкт. Зореліт «Ентерпрайз» під командуванням Джеймса Кірка вирушає до нього дізнатися мету прибуття і відвернути його загрозу для Землі.
Прем'єра фільму відбулася: 6 грудня 1979.

Бюджет фільму: 35 млн доларів

Касові збори в кінотеатрах США в рік показу: 34 млн доларів

Повні касові збори в кінотеатрах США: 82 млн доларів

Касові збори по всьому світу: 139 млн доларів.

## Сюжет
У 2273 році, дослідницька станція Зоряного флоту Епсилон 9 виявляє сторонню силу, приховану в масивній хмарі енергії, і ця хмара стрімко наближається до Землі. Хмара знищила 3 кораблі Клінгонської імперії та дослідницьку станцію. Тим часом, на Землі, зореліт USS «Ентерпрайз» було суттєво переоснащено; колишнього капітана корабля, Джеймса Кірка, підвищено до звання адмірала. Зоряний флот доручає команді USS «Ентерпрайз» дослідити хмару, бо це єдиний у флоті корабель в зоні перехоплення об'єкта.
Кірк бере на себе командування корабля з посиланням на свій досвід, незважаючи на протести Вілларда Деккера, який був командиром під час переоснащення зорельоту. Тестування нових систем йде погано; два співробітники-науковці загинули під час телепортації; неправильно відкалібровані двигуни майже знищили корабель. Необізнаність Кірка з новими системами збільшує напруженість між ним і першим офіцером Деккером. Командувач Спок прибув на заміну наукового співробітника, пояснюючи, що на планеті Вулкан він відчув чиюсь свідомість, яка можливо знаходиться у хмарі.
«Ентерпрайз» перехоплює хмару та зазнає атаки. На містку зорельота з'являється зонд, що атакує Спока та викрадає навігатора Айлію. Вона замінюється на роботизованого двійника надісланого «Ві-Джер» (так називає себе об'єкт) для вивчення екіпажу. Деккер розгублений через втрату Айлії, з якою в нього були колись романтичні стосунки. Спок вирушає у відкритий космос на інопланетному кораблі та намагається телепатично злитися з машиною. При цьому він дізнається, що «Ві-Джер» — жива машина.
Діставшись центру хмари, команда дізнається, что «Ві-Джер» — це насправді Вояджер-6, земний зонд, запущений ще у XX столітті. Пошкоджений зонд був знайдений інопланетною расою живих машин, які витлумачили його програмування як інструкції дізнатися про все, що можна дізнатися, і повернути цю інформацію своєму творцеві. Машини модернізували зонд для виконання своєї місії, і на своєму шляху зонд зібрав стільки знань, що набув свідомості.
Спок розуміє, що «Ві-Джер» відчуває нестачу в інформації щодо своєї первісної місії; він знаходить своє існування порожнім і позбавленим мети. Тому машина вимагає, щоб її Творець особисто завершив процедуру прийняття зібраних даних. Деккер пропонує себе для такого злиття, і в цьому процесі він разом з Айлією та машиною утворюють нову форму життя, яка зникає в інший вимір.
Земля таким чином врятована, Кірк спрямовує «Ентерпрайз» в космос для майбутніх місій.

## У ролях
- Вільям Шатнер — контр-адмірал Джеймс Тиберій Кірк (у деяких перекладах — Керк)
- Леонард Німой — командер Спок
- Дефорест Келлі — командер, доктор Леонард «Боунз» Маккой
- Джеймс Духан — командер, головний інженер Монтгомері «Скотті» Скотт
- Нішель Ніколс — лейтенант-командер Ухура
- Джордж Такеі — лейтенант-командер Хікару Сулу
- Волтер Кеніг — лейтенант Павел Чехов
- Грейс Лі Вітні — головний старшина Дженіс Ренд
- Мажел Баррет — медсестра Крістін Чапел
- Персіс Хамбатта — лейтенант Айлія
- Стівен Коллінз — капітан Віллард Деккер
- Марк Ленард — капітан клінгонского зорельота

## Створення фільму
Після зростання популярності телевізійного серіалу «Зоряний шлях: Оригінальний серіал» в 1970-і компанія Paramount вирішила випустити на екрани повноцінний художній фільм за мотивами серіалу. Серед сотень запропонованих сюжетів (авторами яких виступили відомі американські фантасти) був обраний один під робочою назвою «Зоряний шлях: Планета титанів» Кріса Брайанта і Аллана Скотта. Але з причини величезної популярності фільму «Зоряні війни», що вийшов у той час, студія зупинила подальші роботи.
У планах Paramount було створення власного телевізійного каналу з наступною зйомкою і показом нового серіалу «Зоряний шлях: Фаза 2». Для цього серіалу Джин Родденберрі створив сценарій «Повернення робота», який пізніше був перероблений Аланом Дін Фостером і отримав назву «У лику твоєму». Цей сюжет повинен був перетворитися на двогодинну пілотну серію нового серіалу. У 1977 Paramount Pictures приймає рішення скасувати роботи над новим серіалом, а готовий сценарій продюсер компанії Майкл Айснер вирішує використати у створенні повнометражного фільму. Втім, підготовка до створення серіалу велася аж до 1978 року.
У зйомках фільму використано декорації та моделі, створені для скасованого серіалу. Акторський склад залишився без змін. Леонард Німой, виконавець ролі Спока, відмовився зніматися в підготовлюваному серіалі, і місце його героя у сценарії зайняв персонаж Зон (актор Девід Готрео). Дізнавшись, що замість серіалу буде зніматися фільм, Німой дав згоду на участь у ньому. Таким чином, в останній момент Спок повернувся в сценарій, а актор Девід Готрео виконав роль командера Бренча.

## Нагороди та номінації

### Нагороди
- 1980 — премія  «Сатурн» за найкращі спецефекти

### Номінації
- 1980 — три номінації на премію  «Оскар»: найкращі декорації, найкращі візуальні ефекти, найкраща музика, написана спеціально для фільму (Джеррі Голдсміт)
- 1980 — 9 номінацій на премію  «Сатурн»: найкращий науково-фантастичний фільм, найкращий режисер (Роберт Уайз), найкращий актор (Вільям Шатнер), найкраща акторка (Персіс Камбатта), найкращий актор другого плану (Леонард Німой), найкраща акторка другого плану (Нішель Нікольс), найкраща музика (Джеррі Голдсміт), найкращі костюми (Роберт Флетчер), найкращий грим
- 1980 — номінація на премію «Золотий глобус» за найкращий саундтрек (Джеррі Голдсміт)
- 1980 — номінація на премію  «Х'юго» за найкращу драматичну виставу
- 2002 — номінація на премію  «Сатурн» за режисерське видання фільму на DVD